# Доломитное
Доломи́тное (укр. Доломітне) — посёлок в Светлодарской городской общине Бахмутского района Донецкой области Украины. Южная часть посёлка находится под контролем самопровозглашённой Донецкой Народной Республики.

## География
Через посёлок проходит линия разграничения сил в Донбассе (см. Второе минское соглашение). Часть посёлка, подконтрольная ДНР, объявлена «буферной зоной».

### Соседние населённые пункты по странам света

#### Под контролем ВСУ
З: Гладосово, Травневое (западная окраина)
СЗ: Кодема
С: Семигорье
СВ: Луганское
В: Новолуганское

#### Под контролем ДНР
З: Травневое (без западной окраины, формально входит в «буферную зону»)
ЮЗ, Ю: Гольмовский, город Горловка

## Население
Население по переписи 2001 года составляло 106 человек.

## Общие сведения
Почтовый индекс — 84573. Телефонный код — 6274. Код КОАТУУ — 1420986202.